# Oneida County (New York)
Oneida County je okres ve státě New York ve Spojených státech amerických. K roku 2010 zde žilo 234 878 obyvatel. Správním městem okresu je Utica. Celková rozloha okresu činí 3 256 km².